# San Andrés del Rabanedo
San Andrés del Rabanedo é um município da Espanha na província de León, comunidade autónoma de Castela e Leão, de área 65 km² com população de 30,557 habitantes (2007) e densidade populacional de 416,88 hab/km².

## Demografia
| Variação demográfica do município entre 1991 e 2004 | Variação demográfica do município entre 1991 e 2004 | Variação demográfica do município entre 1991 e 2004 | Variação demográfica do município entre 1991 e 2004 |
| --------------------------------------------------- | --------------------------------------------------- | --------------------------------------------------- | --------------------------------------------------- |
| 1991                                                | 1996                                                | 2001                                                | 2004                                                |
| 20504                                               | 23226                                               | 26054                                               | 26968                                               |